# Autoestrada A22
Die Autoestrada A22 oder Auto-Estrada Via do Infante de Sagres ist eine Autobahn in Portugal und Teil der Europastraße 1. Die Autobahn beginnt in Bensafrim und endet in Vila Real de Santo António.
Von Spanien aus ist sie der einzige Grenzübergang zur Algarve für Kfz, da die Fähre von Vila Real de Santo António nur Fußgänger bedient.
Sie ist von der Grenzbrücke aus mautfrei bis zur zweiten Abfahrt (Altura), danach beginnen seit Dezember 2011 die Mautportale, an denen die Kennzeichen registriert werden. Die Maut wird elektronisch eingezogen. Sie kann auch an Postämtern im Nachhinein bezahlt werden.

## Größere Städte an der Autobahn
- Bensafrim
- Portimão
- Loulé
- Faro
- Tavira
- Vila Real de Santo António